# 令和元年台風第28号
令和元年台風第28号 (れいわがんねんたいふうだい28ごう、アジア名：カンムリ、フィリピン名：ティソイ) は、2019年11月に発生し、フィリピンに上陸した台風である。

## 概要

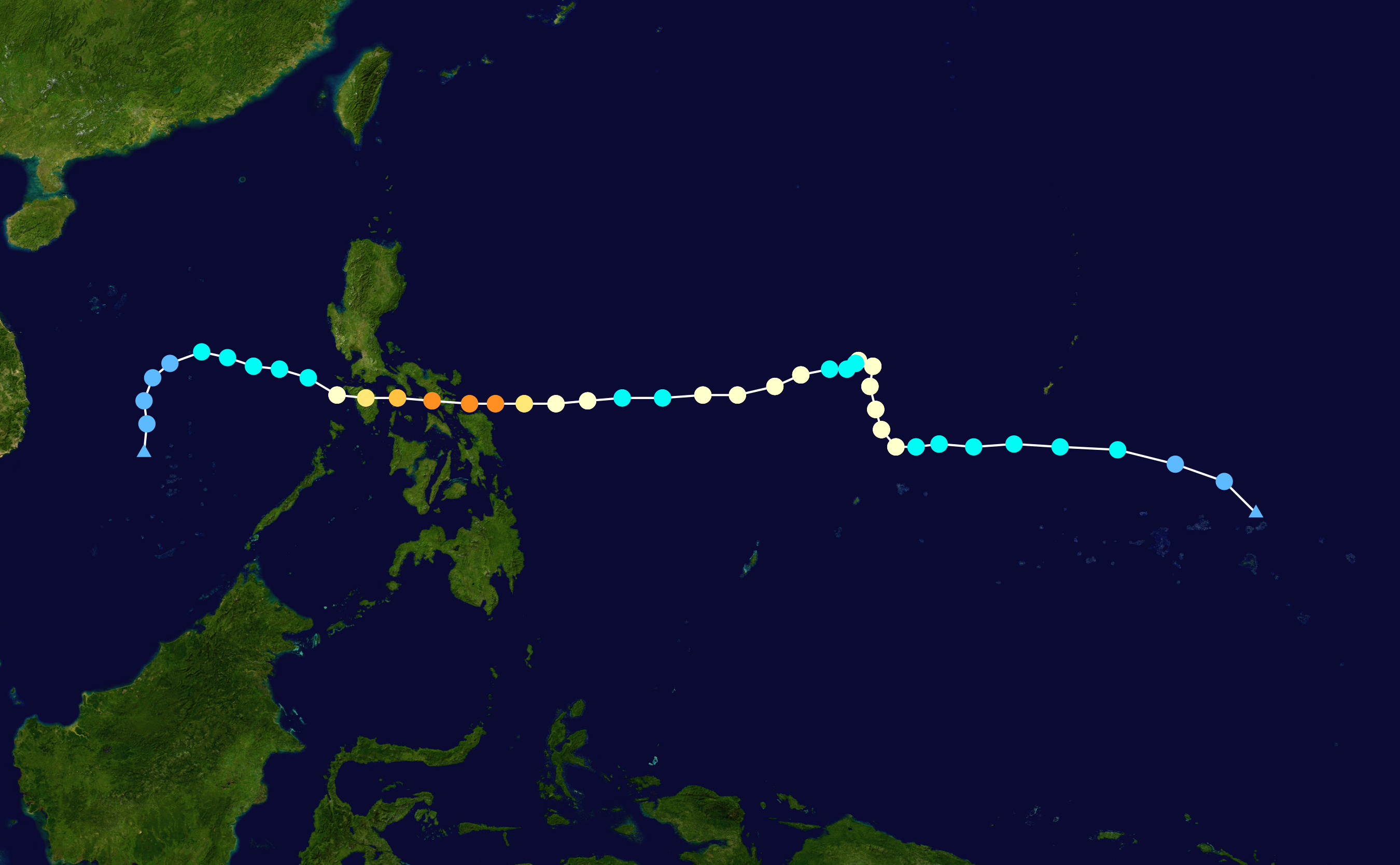
進路図

11月24日頃にマーシャル諸島近海で形成が始まった低圧部が、同日21時に熱帯低気圧に発達した。合同台風警報センター（JTWC）は25日18時（協定世界時25日9時）、熱帯低気圧形成警報（TCFA）を発し、26日6時（協定世界時25日21時）に熱帯低気圧番号29Wを割り当てた。29Wは同日9時にマリアナ諸島付近（北緯10度20分・東経149度55分）で台風28号となり、アジア名「カンムリ（Kammuri）」と命名された。命名国は日本で、かんむり座に由来する。28号は発達しながらゆっくりと西に進み、監視エリア内への進入が確認された30日6時（フィリピン標準時30日5時）、フィリピン大気地球物理天文局（PAGASA）はフィリピン名「ティソイ（Tisoy）」と名付けた。台風は当初、カテゴリー1の勢力を保っていたが、12月3日の午前3時頃、カテゴリー4の非常に強い勢力でフィリピンのルソン島（ソルソゴン州）に上陸。上陸後の最大風速は約49m/s、最大瞬間風速は約67m/sであった。台風の上陸に伴って、ルソン島南部では1日200mmを超える大雨に見舞われたほか、予防措置としてマニラのニノイ・アキノ国際空港が閉鎖された。その後、6日0時に南シナ海（北緯12度・東経113度）で28号は熱帯低気圧に変わり、同日15時には消滅した。
11月30日、この台風における雲頂温度がマイナス109.4℃になっていたことが衛星画像の解析で分かり、観測史上最も「冷たい」台風となった。
またこの台風は、11月に入ってから6個目に発生した台風であり、11月に6個の台風が発生するのは1991年以来28年ぶりで、1951年の統計開始以降の最多タイとなった（11月の台風の平均発生数は2.3個）。

## 影響・被害
この台風により、ルソン島を中心にフィリピンで合計13人が死亡したほか、約6万6000人が避難を余儀なくされた。現地では強風により倒木や家屋の損壊、洪水による浸水などの被害が発生。ニノイ・アキノ国際空港の閉鎖時間は異例の12時間に達した。台風の影響で135校の学校が被害を受け、約1200棟の家屋が倒壊したほか、最大の被災地域の作物被害は、約17億円にのぼると推定される。

## その他
- この台風のアジア名「カンムリ（Kammuri）」は、この台風限りで使用中止となった[12]。更に、この台風のフィリピン名「ティソイ（Tisoy）」も同様に、この台風限りで使用中止となり、次順からは「タマラウ（Tamaraw）」というフィリピン名が使用されることになった。
- フィリピンは、この台風の襲来後の12月後半にも、台風29号によって被害を受けている。